# 哈萨克斯坦国家乐器博物馆

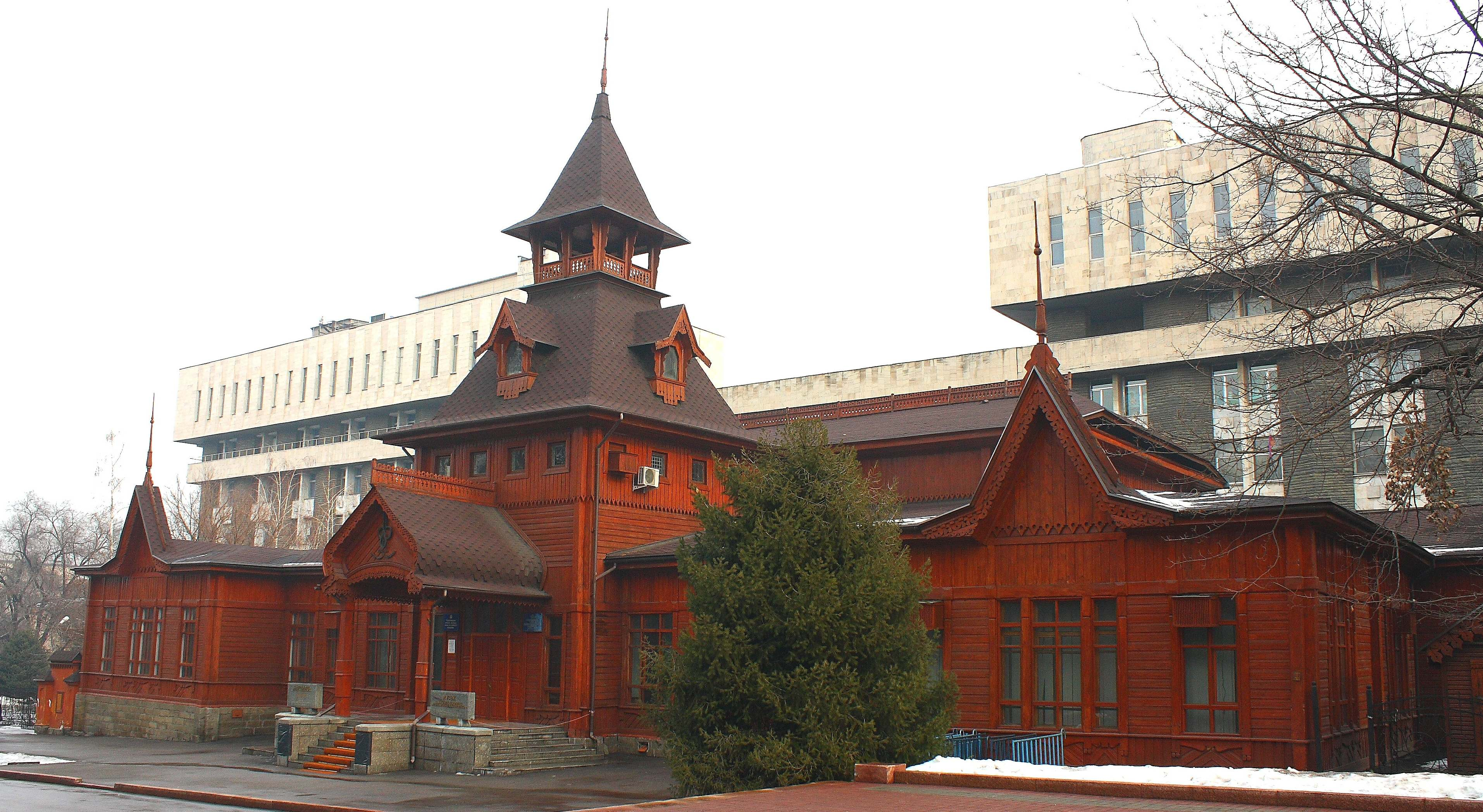
博物馆外景

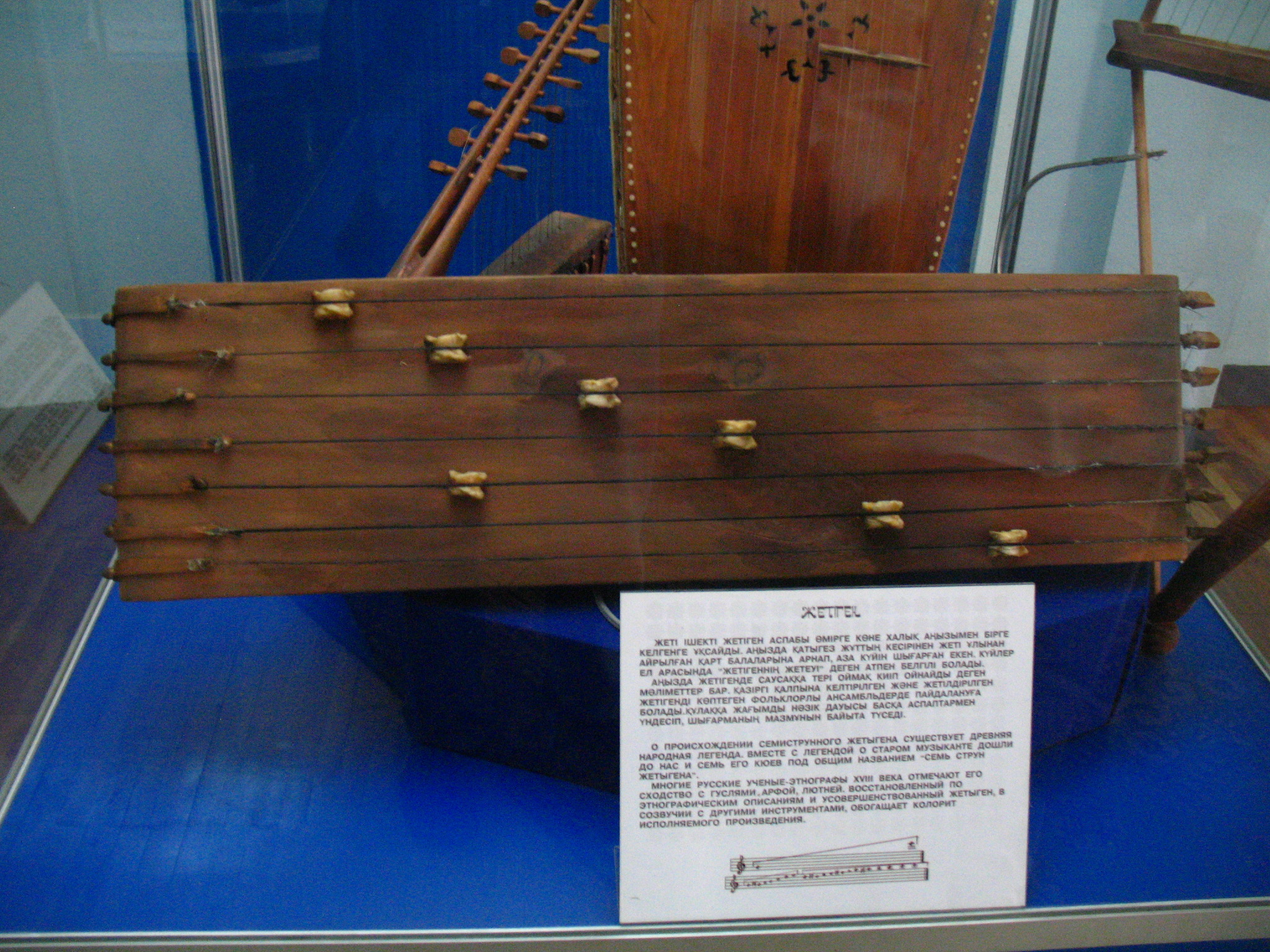
博物馆展出的拨弦乐器节特根

哈萨克斯坦国家乐器博物馆，也译哈萨克斯坦民族乐器博物馆，位于哈萨克斯坦南部城市、前首都阿拉木图。

## 历史
博物馆成立于1980年，展出哈萨克斯坦各种民族乐器。博物馆的馆舍原是军官会议厅，建成于1908年。